# Róże
Róże (niem. Rosenhof) – wieś w Polsce, w województwie warmińsko-mazurskim, w powiecie węgorzewskim, w gminie Węgorzewo.
W latach 1975–1998 miejscowość administracyjnie należała do województwa suwalskiego.